# NGC 3219
NGC 3219 est une lointaine et très vaste galaxie lenticulaire éloignée et située dans la constellation du Petit Lion. NGC 3219 a été découverte par l'astronome français Édouard Stephan en 1882.

## Caractéristiques
Sa vitesse par rapport au fond diffus cosmologique est de 15 767 ± 18 km/s, ce qui correspond à une distance de Hubble de 233 ± 16 Mpc (∼760 millions d'al).

À ce jour, une mesure non basée sur le décalage vers le rouge (redshift) donne une distance d'environ 230,000 Mpc (∼750 millions d'al). Cette valeur est  à l'intérieur des valeurs de la distance de Hubble.
NGC 3219 est une galaxie active (AGN).